# Conflits pour rire
Conflits pour rire est une nouvelle de Guy de Maupassant, parue en 1882.

## Historique
Conflits pour rire est publiée dans la revue Gil Blas du 1er mai 1882, sous le pseudonyme Maufrigneuse.  

## Résumé
Le narrateur prend acte de l'actualité où l'on note une augmentation des conflits entre l’administration et le clergé pour raconter une histoire cocasse.
Dans un village normand, le frontispice d'une église romane porte une représentation d'une scène d’amour physique entre Adam et Ève. Le curé ne supporte plus cette « tâche » sur son église, car les attributs d’Adam sont trop visibles à son goût. Il demande au maire, propriétaire des murs, de faire modifier Adam, ce qu'il refuse ; de dépit le curé confectionne un petit pantalon pour Adam, mais le maire ordonne au garde-champêtre de l’arracher.
Une nuit, on entend des bruits du côté de l’église, un voisin prévient les autorités qui viennent en nombre arrêter le coupable. C'est monsieur le curé et sa bonne : ils ont supprimé l’attribut d’Adam à coup de burin.
Le narrateur revient ensuite sur la récente loi qui interdit aux instituteurs d’enseigner la matière religieuse ; il se demande comment l’instituteur devra s’y prendre pour lutter contre les croyances populaires si, en même temps, on enseigne aux enfants qu’un certain Jonas s’est promené dans une baleine.

## Édition française
- Conflits pour rire, Maupassant, contes et nouvelles, texte établi et annoté par Louis Forestier, Bibliothèque de la Pléiade, éditions Gallimard, 1974  (ISBN 978 2 07 010805 3).